# Línea 21 de TMB
La línea 21 es una línea regular de autobús urbano de la ciudad de Barcelona, gestionada por la empresa TMB. Hace su recorrido entre el Paralelo y El Prat, con una frecuencia en hora punta de 30min.
Cabe decir que hubo una antigua línea 21 que iba desde el Hospital Clínico hasta la calle de Camèlies. No circulaba en domingo ni festivos. La antigua 21 fue eliminada el 18 de octubre de 1997.

## Horarios[Nota 1]
| 21         | Primer servicio A: El Prat | Primer servicio A: Paral·lel | Último servicio A: El Prat | Último servicio A: Paral·lel |
| Laborables | 05:20                      | 05:20                        | 23:20                      | 22:40                        |
| Sábados    | 05:20                      | 05:20                        | 23:20                      | 22:40                        |
| Festivos   | 06:40                      | 06:55                        | 23:10                      | 22:25                        |

## Recorrido[Nota 1]
- De Paral·lel a El Prat por: Ronda Sant Pau, Paral·lel, Margarit, Vila i Vilà, Cabanes, Drassanes, Pg de Josep Carner, Jardins de Walter Benjamin, Cementiri de Montjuïc, Estació TIR, Pg Zona Franca, Area Metropolitana de Barcelona, Carrer A, Carrer número 1, Comissaria Portuària, Carrer número 27, Carrer número 3, Carrer número 4, Carrer B, Carrer F, Mercabarna, Carrer K, Ctra Marina, Av Onze de Setembre, Plaça Constitució, Pablo Neruda, Av Verge de Montserrat, Plaça Pau Casals, Av Remolar, Av Apel·les Mestres, Vall d'Aran, El Prat Metro, Estación de El Prat.

- Del El Prat a Paral·lel por: Estación de El Prat, El Prat Metro, Vall d'Aran, Remolar, Av Remolar, Av Apel·les Mestres, Av Verge de Montserrat, Coronel Sanfeliu, Ctra Marina, Catalunya, Plaça Constitució, Av Onze de Setembre, Mercabarna, Entrada El Prat, Carrer K, Carrer número 4, Carrer F, Carrer E, Carrer D, Carrer C, Cotxeres TB Zona Franca, Carrer A, Carrer número 3, Comissaria Portuària, Cocheras TMB, Estació TIR, Ronda Litoral, Mare de Déu de Port, Can Tunis, Pg de Josep Carner, Pg de Montjuïc, Paral·lel, Drassanes, Metro Paral·lel, Ronda Sant Pau.

## Otros datos
| Prestación               | Disponibilidad en la línea                            |
| ------------------------ | ----------------------------------------------------- |
| Adaptada a               | Sí (Todos los autobuses TMB están adaptados)          |
| TMB iBus                 | Sí (Todos los autobuses TMB disponen de este sistema) |
| Pantallas informativas   | Sí                                                    |
| Línea de tránsito rápido | No                                                    |
| Circula en días festivos | Sí                                                    |

## Rutas de autobuses
| Líneas de autobuses que prestan servicio en el Área Metropolitana de Barcelona |               |                  |
| Línea anterior:                                                                | Línea actual: | Línea siguiente: |
| 19 Línea 19                                                                    | 21 Línea 21   | 22 Línea 22      |